# Filmografia di Franco e Ciccio
Questa è la lista di tutte le apparizioni cinematografiche di Franco Franchi e Ciccio Ingrassia in coppia, con l'aggiunta dei documentari e dei film tv. Nei film, i numeri tra parentesi indicano il giorno, il mese e l'anno della prima proiezione pubblica, ove disponibile. In totale hanno recitato in 112 film.

## Cinema

Domenico Modugno, il primo a credere in Franco e Ciccio.

Vittorio De Sica, che li scritturò per Il giudizio universale.

e li impiegò nell'episodio «Che cosa sono le nuvole?» (dal film Capriccio all'italiana).

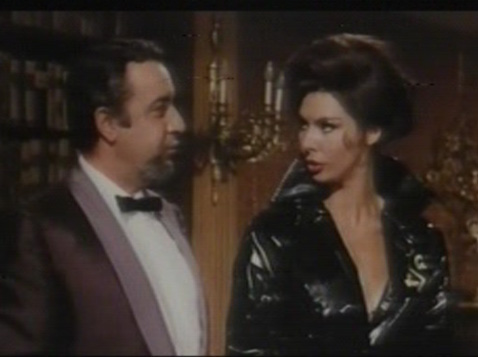
Fernando Rey e Gloria Paul furono spesso al fianco di Franco e Ciccio.

Ciccio rimase profondamente colpito dalla bellezza della collega americana Jayne Mansfield (nella foto con Mickey Hargitay).

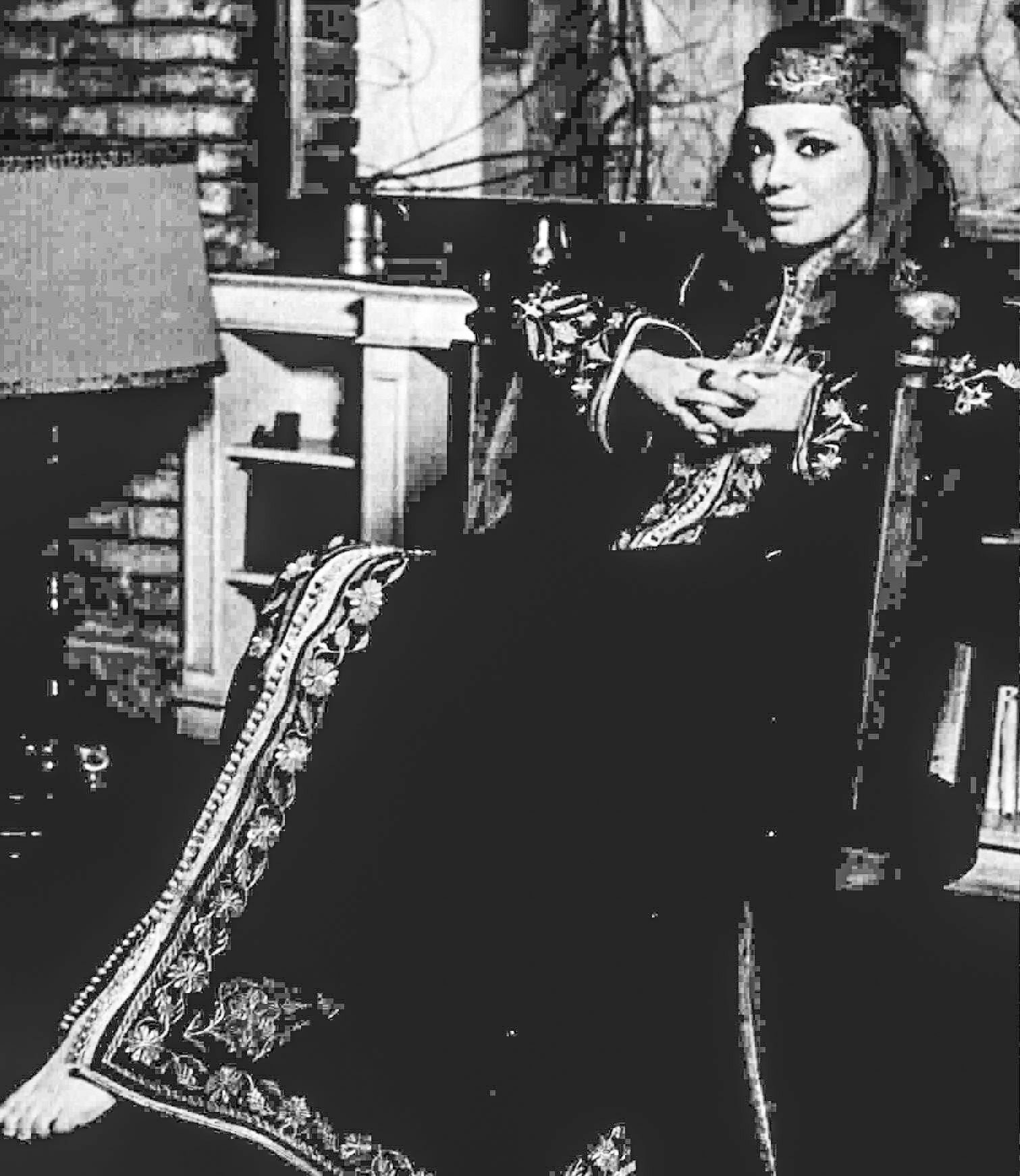
L'attrice inglese Margaret Lee ha recitato in diversi film con Franco e Ciccio.

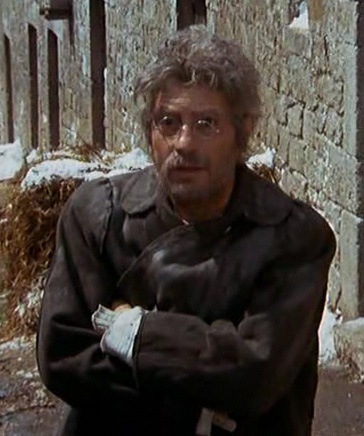
Nino Manfredi interpretò con i due comici palermitani Le avventure di Pinocchio.

Franco e Ciccio nell'episodio «La Giara» (dal film Kaos) il loro ultimo film assieme.

- 1 Appuntamento a Ischia, regia di Mario Mattoli (26-9-1960)
- 2 L'onorata società, regia di Riccardo Pazzaglia (30-3-1961)
- 3 5 marines per 100 ragazze, regia di Mario Mattoli (10-8-1961)
- 4 Maciste contro Ercole nella valle dei guai, regia di Mario Mattoli (19-10-1961)
- 5 Il giudizio universale, regia di Vittorio De Sica (26-10-1961)
- 6 Pugni pupe e marinai, regia di Daniele D'Anza (17-11-1961)
- 7 Gerarchi si muore, regia di Giorgio Simonelli (22-12-1961)
- 8 Il mio amico Benito, regia di Giorgio Bianchi (3-3-1962)
- 9 I tre nemici, regia di Giorgio Simonelli (23-6-1962)
- 10 I due della legione, regia di Lucio Fulci (16-8-1962)
- 11 2 samurai per 100 geishe, regia di Giorgio Simonelli (7-9-1962)
- 12 Le massaggiatrici, regia di Lucio Fulci (20-9-1962)
- 13 I motorizzati, regia di Camillo Mastrocinque (29-11-1962)
- 14 Vino, whisky e acqua salata, regia di Mario Amendola (1963)
- 15 Avventura al motel, regia di Renato Polselli (9-2-1963)
- 16 Il giorno più corto, regia di Sergio Corbucci (14-2-1963)
- 17 La donna degli altri è sempre più bella, regia di Marino Girolami (15-3-1963)
- 18 Obiettivo ragazze, regia di Mario Mattoli (5-8-1963)
- 19 Tutto è musica, regia di Domenico Modugno (18-8-1963)
- 20 Gli imbroglioni, regia di Lucio Fulci (25-9-1963)
- 21 Scandali nudi, regia di Enzo Di Gianni (14-12-1963)
- 22 I due mafiosi, regia di Giorgio Simonelli (15-1-1964)
- 23 2 mattacchioni al Moulin Rouge, regia di Giuseppe Vari (17-1-1964)
- 24 Le tardone, regia di Marino Girolami (29-1-1964)
- 25 I marziani hanno 12 mani, regia di Castellano e Pipolo (21-6-1964)
- 26 I maniaci, regia di Lucio Fulci (28-3-1964)
- 27 Queste pazze, pazze donne, regia di Marino Girolami (22-5-1964)
- 28 Canzoni, bulli e pupe, regia di Carlo Infascelli (29-5-1964)
- 29 Due mafiosi nel Far West, regia di Giorgio Simonelli (30-6-1964)
- 30 L'amore primitivo, regia di Luigi Scattini (17-7-1964)
- 31 Le sette vipere (Il marito latino), regia di Renato Polselli (11-8-1964)
- 32 I due evasi di Sing Sing, regia di Lucio Fulci (22-8-1964)
- 33 Cadavere per signora, regia di Mario Mattoli (11-9-1964)
- 34 Amore facile, regia di Gianni Puccini (3-10-1964)
- 35 00-2 agenti segretissimi, regia di Lucio Fulci (10-10-1964)
- 36 Sedotti e bidonati, regia di Giorgio Bianchi (14-10-1964)
- 37 I due toreri, regia di Giorgio Simonelli (3-12-1964)
- 38 Un mostro e mezzo, regia di Steno (18-12-1964)
- 39 Veneri al sole, regia di Marino Girolami (24-12-1964)
- 40 I due pericoli pubblici, regia di Lucio Fulci (31-12-1964)
- 41 Soldati e caporali, regia di Mario Amendola (31-12-1964)
- 42 Io uccido, tu uccidi, regia di Gianni Puccini (25-3-1965)
- 43 Letti sbagliati, regia di Steno (6-4-1965)
- 44 Per un pugno nell'occhio, regia di Michele Lupo (14-4-1965)
- 45 I figli del leopardo, regia di Sergio Corbucci (21-4-1965)
- 46 Gli amanti latini, regia di Mario Costa (11-8-1965)
- 47 I due sergenti del generale Custer, regia di Giorgio Simonelli (13-8-1965)
- 48 Come inguaiammo l'esercito, regia di Lucio Fulci (21-8-1965)
- 49 Veneri in collegio, regia di Marino Girolami (26-6-1965, visto num. 46283 del 15-9-1965 - la data si riferisce al visto censura)
- 50 Due mafiosi contro Goldginger, regia di Giorgio Simonelli (15-10-1965)
- 51 002 Operazione Luna, regia di Lucio Fulci (25-11-1965)
- 52 Due marines e un generale, regia di Luigi Scattini (26-11-1965)
- 53 I due parà, regia di Lucio Fulci (24-12-1965)
- 54 2 mafiosi contro Al Capone, regia di Giorgio Simonelli (4-3-1966)
- 55 Come svaligiammo la Banca d'Italia, regia di Lucio Fulci (18-3-1966)
- 56 Le spie vengono dal semifreddo, regia di Mario Bava (29-7-1966)[2]
- 57 I due sanculotti, regia di Giorgio Simonelli (13-8-1966)
- 58 Gli altri, gli altri... e noi, regia di Maurizio Arena (31-10-1966)
- 59 I due figli di Ringo, regia di Giorgio Simonelli (7-12-1966)
- 60 Come rubammo la bomba atomica, regia di Lucio Fulci (3-2-1967)
- 61 Il lungo, il corto, il gatto, regia di Lucio Fulci (3-5-1967)
- 62 I zanzaroni, regia di Ugo La Rosa (17-5-1967 - la data si riferisce al visto censura)
- 63 Il bello, il brutto, il cretino, regia di Giovanni Grimaldi (13-8-1967)
- 64 Due rrringos nel Texas, regia di Marino Girolami (25-8-1967)
- 65 Stasera mi butto, regia di Ettore Maria Fizzarotti (27-10-1967)
- 66 I due vigili, regia di Giuseppe Orlandini (13-12-1967)
- 67 I barbieri di Sicilia, regia di Marcello Ciorciolini (21-12-1967)
- 68 Nel sole, regia di Aldo Grimaldi (22-12-1967)
- 69 Brutti di notte, regia di Giovanni Grimaldi (14-3-1968)
- 70 L'oro del mondo, regia di Aldo Grimaldi (27-3-1968)
- 71 Capriccio all'italiana (episodio "Che cosa sono le nuvole?"), regia di Mauro Bolognini, Mario Monicelli, Pier Paolo Pasolini, Steno, Pino Zac e Franco Rossi (13-4-1968)
- 72 Franco, Ciccio e le vedove allegre, regia di Marino Girolami (13-4-1968)
- 73 I due crociati, regia di Giuseppe Orlandini (7-8-1968)
- 74 Don Chisciotte e Sancio Panza, regia di Giovanni Grimaldi (24-8-1968)
- 75 Ciccio perdona... Io no!, regia di Marcello Ciorciolini (26-9-1968)
- 76 I 2 pompieri, regia di Bruno Corbucci (29-10-1968)
- 77 I nipoti di Zorro, regia di Marcello Ciorciolini (12-12-1968)
- 78 I 2 magnifici fresconi, regia di Marino Girolami (23-12-1968)
- 79 I 2 deputati, regia di Giovanni Grimaldi (1-1-1969)
- 80 Indovina chi viene a merenda?, regia di Marcello Ciorciolini (2-4-1969)
- 81 Franco, Ciccio e il pirata Barbanera, regia di Mario Amendola (16-9-1969)
- 82 Franco e Ciccio... ladro e guardia, regia di Marcello Ciorciolini (20-11-1969)
- 83 Lisa dagli occhi blu, regia di Bruno Corbucci (23-12-1969)
- 84 Satiricosissimo, regia di Mariano Laurenti (21-1-1970)
- 85 Nel giorno del Signore, regia di Bruno Corbucci (18-3-1970)
- 86 Franco e Ciccio sul sentiero di guerra, regia di Aldo Grimaldi (26-3-1970)
- 87 Don Franco e Don Ciccio nell'anno della contestazione, regia di Marino Girolami (16-4-1970)
- 88 Ma chi t'ha dato la patente?, regia di Nando Cicero (28-8-1970)
- 89 I due maggiolini più matti del mondo, regia di Giuseppe Orlandini (29-8-1970)
- 90 Principe coronato cercasi per ricca ereditiera, regia di Giovanni Grimaldi (29-8-1970)
- 91 W le donne, regia di Aldo Grimaldi (4-9-1970)
- 92 Due bianchi nell'Africa nera, regia di Bruno Corbucci (28-10-1970)
- 93 I due maghi del pallone, regia di Mariano Laurenti (2-12-1970)
- 94 Il clan dei due Borsalini, regia di Giuseppe Orlandini (18-2-1971)
- 95 Mazzabubù... Quante corna stanno quaggiù?, regia di Mariano Laurenti (25-2-1971)
- 96 ...Scusi, ma lei le paga le tasse?, regia di Mino Guerrini (11-3-1971)
- 97  Ma che musica maestro, regia di Mariano Laurenti (6-4-1971)
- 98 I due della F. 1 alla corsa più pazza, pazza del mondo, regia di Osvaldo Civirani (12-8-1971)
- 99 Venga a fare il soldato da noi, regia di Ettore Maria Fizzarotti (12-8-1971)
- 100 Riuscirà l'avvocato Franco Benenato a sconfiggere il suo acerrimo nemico il pretore Ciccio De Ingras?, regia di Mino Guerrini (19-8-1971)
- 101 Armiamoci e partite!, regia di Nando Cicero (3-9-1971)
- 102 I due pezzi da 90, regia di Osvaldo Civirani (28-10-1971)
- 103 I due assi del guantone, regia di Mariano Laurenti (2-12-1971)
- 104 Continuavano a chiamarli i due piloti più matti del mondo, regia di Mariano Laurenti (8-3-1972)
- 105 Continuavano a chiamarli... er più e er meno, regia di Giuseppe Orlandini (24-3-1972)
- 106 I due figli dei Trinità, regia di Osvaldo Civirani (26-7-1972)
- 107 I due gattoni a nove code... e mezza ad Amsterdam, regia di Osvaldo Civirani (31-7-1972)
- 108 Storia di fifa e di coltello - Er seguito der Più, regia di Mario Amendola (14-8-1972)
- 109 Paolo il freddo, regia di Ciccio Ingrassia (11-4-1974)
- 110 Farfallon, regia di Riccardo Pazzaglia (12-8-1974)
- 111 Crema, cioccolata e... paprika, regia di Michele Massimo Tarantini (15-8-1981)
- 112 Kaos (episodio "La giara"), regia di Paolo Taviani e Vittorio Taviani (23-11-1984)

## Serie televisive
- Sandogat, regia di Mario Amendola e Bruno Corbucci 1976, cast: Franco Franchi, Ciccio Ingrassia, Daniela Goggi, Enzo Andronico, Warner Bentivegna, Enzo Liberti. Era contenuto all'interno del programma Due ragazzi incorreggibili, diretto da Romolo Siena.
- Le avventure di Pinocchio, regia di Luigi Comencini (1972)
- Klimbim (serie televisiva tedesca), regia di Michael Pfleghar (1978)
- La fiaba incantata - sceneggiato TV (1980) [3]
- Farsa (1986)
- Io Jane, tu Tarzan - Rai 1 (1989)

## Documentari
- Italiani come noi (documentario), regia di Pasquale Prunas (1963);
- American secret service: cronache di ieri e di oggi (film di montaggio), regia di Enzo Di Gianni (1968);
- Rom aktuell, regia di Edgar von Heeringen (1969)
- Franco e Ciccio superstars (film di montaggio), regia di Giorgio Agliani (1974)
- Un sorriso, uno schiaffo, un bacio in bocca (film di montaggio), regia di Mario Morra (1975)
- Amici più di prima (film di montaggio), regia di Marino Girolami, Giovanni Grimaldi e Giorgio Simonelli (1976)
- Lo schermo a tre punte, regia di Giuseppe Tornatore (1995)
- Franco e Ciccio in uno storico pasticcio (film di montaggio), regia di Bruno Mattei e Chiara Peritore (2000)
- Franco e Ciccio, ma che impiccio! (film di montaggio), regia di Bruno Mattei e Chiara Peritore (2000)
- Come inguaiammo il cinema italiano - La vera storia di Franco e Ciccio, regia di Daniele Ciprì e Franco Maresco (2004)